# Ogosta-Stausee
Der Ogosta-Stausee (bulgarisch: Язовир Огоста),
ist der zweitgrößte See und Stausee Bulgariens nach dem Iskar-Stausee. Der Name kommt von dem gleichnamigen Fluss, der aufgestaut wurde. Nach der Cambridge Ancient History (CAH) soll sich der Name Ogosta vom lateinischen Augusta ableiten.

## Lage
Das Reservoir befindet sich im Nordwesten Bulgariens in der Oblast Montana. Am Ende des Stausees im Osten, ungefähr 400 m von der Staumauer entfernt, liegt die Stadt Montana (bulgarisch: Монтана). Deswegen wird der Stausee in manchen Quellen als Michajlovgrad-Stausee (bulgarisch: Резервоа Михайловград ) bezeichnet, nach einem alten Namen der Stadt Montana.
Umgeben ist der Stausee von den Dörfern Blagovo (bulgarisch: Благово) im Osten, Borowtsi (bulgarisch: Боровци) im Süden und Gorno Tscherowene (bulgarisch: Горно Церовене) im Nordwesten. Die Hauptstadt Sofia befindet sich 109 km entfernt im Süden.

## Hydrologie

### Zu- und Abfluss
Der Stausee wird von seinem Hauptfluss, der Ogosta gespeist, die im Schnitt 25,4 m³ Wasser pro Sekunde führt. Weitere Bäche als Zuflüsse sind die Bŭrziya (bulgarisch: Бързия), die Zlatitsa (bulgarisch: Златица), die Turya bara (bulgarisch: Туря бара) und die Barata (bulgarisch: Барата), die alle von Süden in den See münden. Der Abfluss ist vor Montana, hier fließt die Ogosta Richtung Norden zur Donau hin. Das Einzugsgebiet des Sees beträgt 948 km².

### Staubecken
Das Ogosta-Reservoir ist mit einer Fläche von fast 24 km² der zweitgrößte See und Stausee Bulgariens. Gebaut wurde er für ein Volumen von 510 Millionen m³, wegen statischer Probleme liegt die maximale Füllmenge seit 1986 bei 400 Millionen m³. Die durchschnittliche Füllmenge liegt bei 384 Millionen m³.
Die Staumauer ist fast einen Kilometer lang und oben ca. 50 Meter breit und befahrbar. Die Straße auf dem Damm ist jedoch aus Sicherheitsgründen gesperrt.

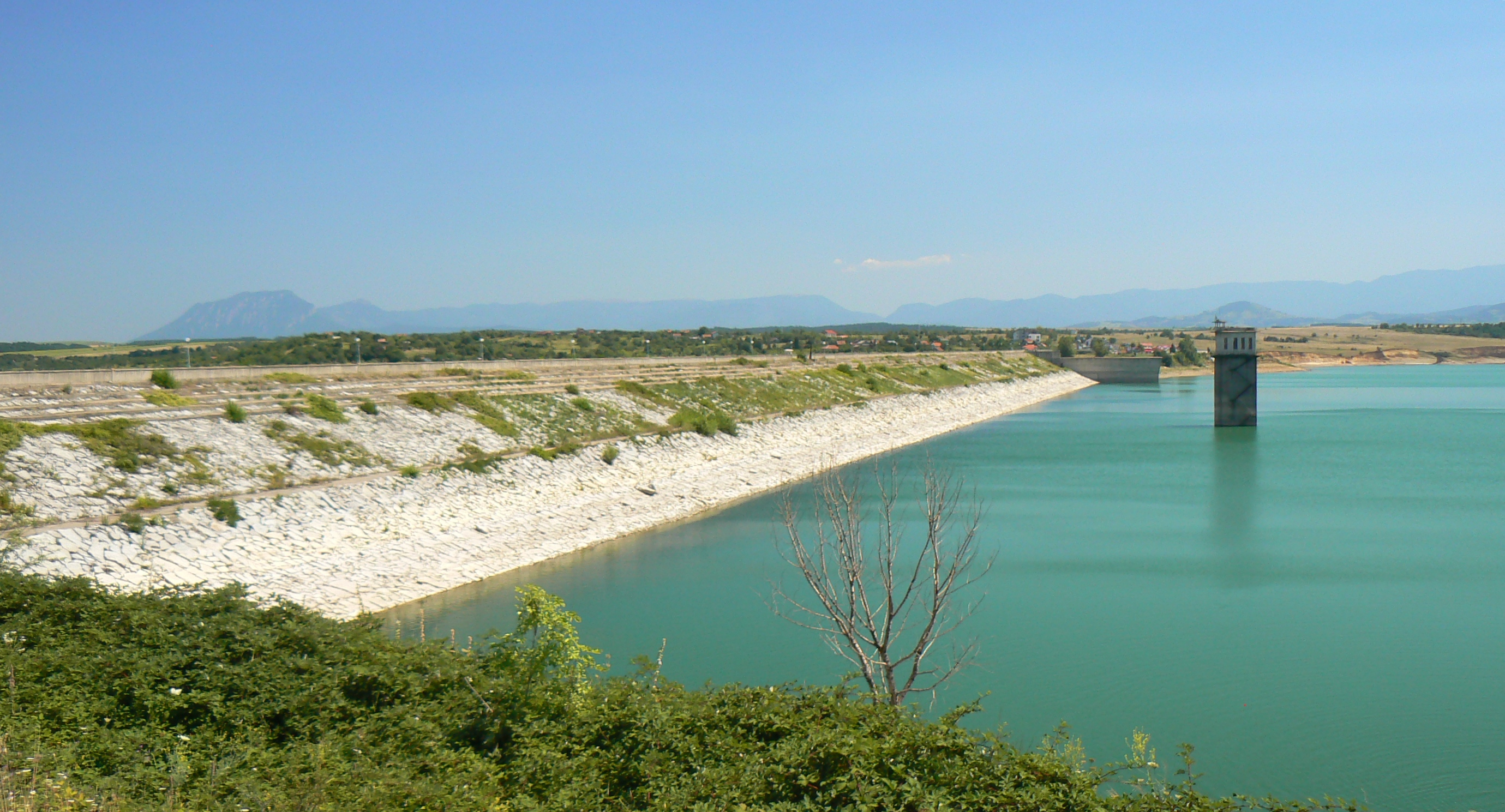
Staumauer des Ogosta-Sees

### Wasserqualität
Schon das Wasser der Ogosta ist stark mit Nitrat verschmutzt, so dass die Qualität des Seewassers darunter leidet. Baden im See ist jedoch möglich und laut den bulgarischen Behörden unbedenklich.

## Fauna
1999 wurde der Ogosta-Stausee für die allgemeine Fischerei freigegeben. Im See befinden sich zahlreiche Fischarten, u. a. Karpfen (Cyprinus carpio), Giebel (Carassius gibelio), Rotfedern (Scardinius erythrophthalmus), Brachsen (Abramis brama), Flussbarsche (Perca fluviatilis), Nasen (Chondrostoma nasus), Flussbarben (Barbus barbus), Flusswelse  (Silurus glanis), Hechte (Esox lucius) und Mairenken (Alburnus chalcoides). Daneben hat sich noch die Zebra-Muschel (auch: Wandermuschel) (Dreissena polymorpha) im See ausgebreitet, deren starke Vermehrung zu Störungen im Ökosystem des Sees führte.

## Baugeschichte
Die Planungen für einen Stausee vor Montana begannen Anfang der 1960er Jahre. Begonnen wurde mit dem Bau 1966, die Fertigstellung erfolgte 1986. Eingeweiht wurde der Staudamm am 23. September 1987 unter dem Ministerpräsidenten Todor Schiwkow (bulgarisch: Тодор Живков).
Für den Bau mussten 1979 zwei Dörfer, Jiwowtsi (bulgarisch: Живовци) und Kalimanitsa (bulgarisch: Калиманица), aufgegeben werden. Je nach Wasserstand ist der Kirchturm der Himmelfahrtskirche in Jiwowtsi die meiste Zeit sichtbar, er steht am Nordufer des Sees. Die Bewohner wurden nach Montana und Berkowiza (bulgarisch: Берковица) gewaltsam umgesiedelt.

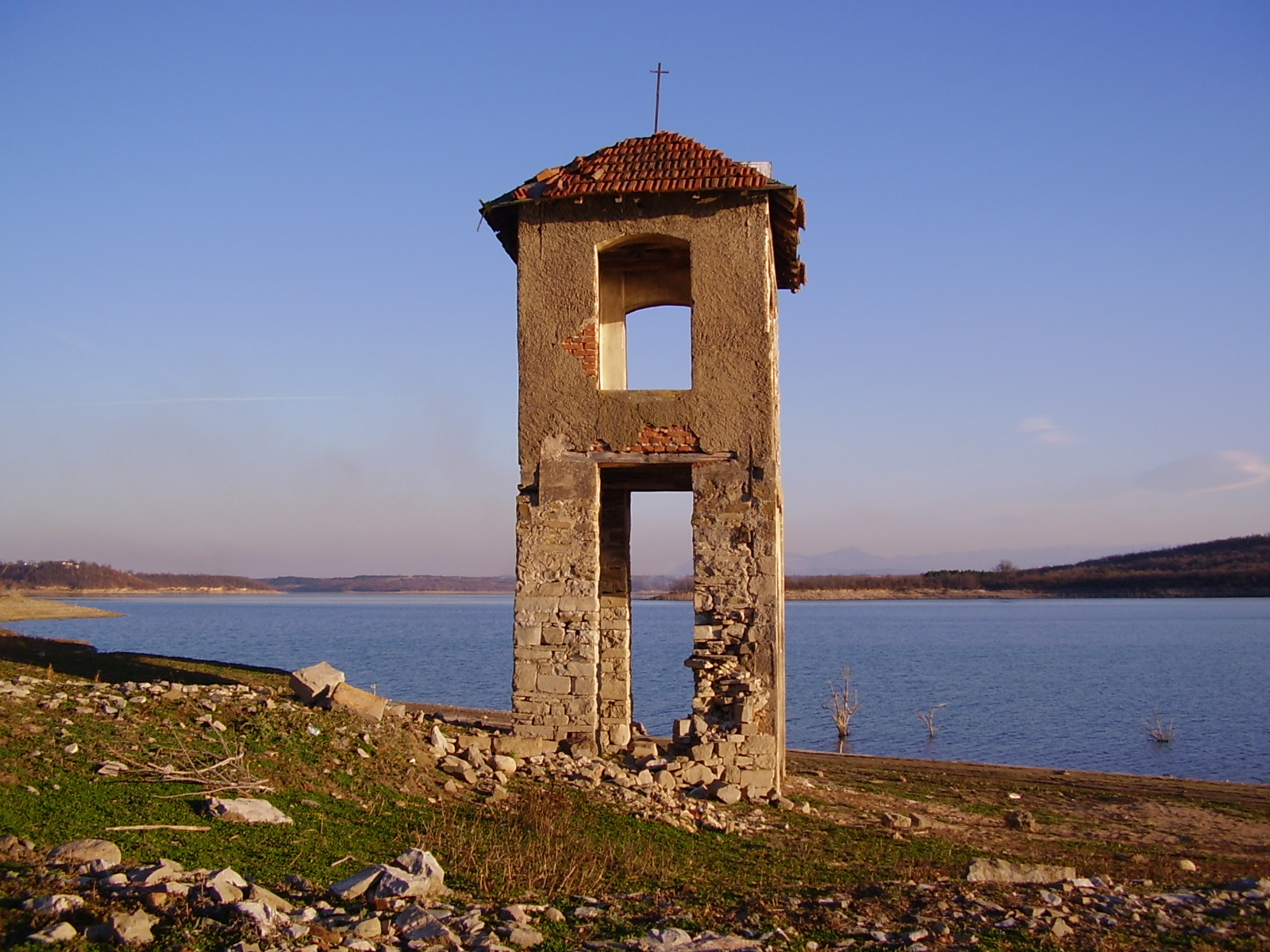
Turm der Himmelfahrtskirche von Jiwowtsi

Ursprünglich war vorgesehen, mit dem Wasser des Stausees große Gebiete nördlich von Montana zwischen Montana und Zlatia bei Lom (bulgarisch: Лом) (insgesamt 180.000 Hektar) zu bewässern, bis 1989 wurde jedoch nur die Hälfte der nötigen Baumaßnahmen ausgeführt. Weitere Baumaßnahmen unterblieben seit dem Ende der kommunistischen Ära; da die Bewässerung nicht mehr rentabel ist.
Heute wird nur ein winziger Bruchteil der geplanten Fläche – unmittelbar bei Montana – bewässert, dafür erzeugen zwei hintereinander liegende Wasserkraftwerke, die Werke Ogosta und Koscharnik, elektrische Energie.
Seit seiner Inbetriebnahme steht der Staudamm unter dem Verdacht der Instabilität. Obwohl der See für 510 Millionen m³ ausgelegt wurde, wurde er nie mehr als mit 400 Millionen m³ gefüllt, da man fürchtete, die Staumauer sei dem Druck nicht gewachsen. In der kommunistischen Zeit wurden alle Meinungen dazu unterdrückt; doch seit den 1990er Jahren gibt es immer wieder Hinweise auf eine mangelnde Stabilität. Auch gibt es Gerüchte über einen Tunnel unter der Staumauer, der zur Instabilität beiträgt. 2005 kam es auf Grund des Einsatzes von Ecoglasnost zu einer weiteren Beschwerde, die aber als unbegründet zurückgewiesen wurde. Seitdem ist jedoch das Betreten der Staumauer verboten und es gibt ständige Polizeikontrollen; angeblich aus Furch vor terroristischen Anschlägen. Am südlichen Ende des Staudamms befindet sich ein Naturfreibad mit Rutschen, Becken, Restaurants und einem Sandstrand.